# Ishtar Terra
L'Ishtar Terra è un altopiano di notevoli dimensioni presente sulla superficie del pianeta Venere; è situata nei pressi del polo nord citereo, e la sua estensione territoriale è approssimativamente pari a quella degli Stati Uniti d'America. L'altopiano si eleva di circa 4 km rispetto al livello medio superficiale.
L'Ishtar Terra contiene le quattro principali formazioni montuose di Venere: i Maxwell Montes (che raggiungono gli 11 km di altitudine), i Freyja Montes (nella parte più settentrionale), gli Akna Montes (nella parte occidentale) e i Danus Montes (a sud). Queste quattro formazioni circondano una pianura centrale, più bassa, nota come Lakshmi Planum. Fra le numerose aree vulcaniche presenti sono notevoli Sacajawea Patera, Colette Patera ed il cratere Cleopatra.

## Formazione della regione
Si ipotizza che l'Ishtar Terra sia un altopiano basaltico, e sotto di esso esista del magma in risalita; una simile ipotesi spiegherebbe come una simile struttura si possa mantenere in apparente equilibrio, evitando di sprofondare per isostasia. Un'altra possibile spiegazione è che la crosta venusiana sia più spessa di quel che si pensa.
La presenza di diverse regioni caratterizzate da un'inusuale frammentazione del terreno, note tecnicamente come tesserae, sembrerebbe indicare che la superficie dell'Ishtar Terra è in costante e continuo movimento.